# Listă de comune din raionul Hîncești
Această listă conține comunele din raionul Hîncești, Republica Moldova, cu satele din componența lor. Celulele gri indică localitățile consemnate ca „sat (comună)” în Legea privind organizarea administrativ-teritorială a Republicii Moldova.
| Comuna          | Satul de reședință | Sate componente |
| --------------- | ------------------ | --------------- |
| —               | —                  | Bălceana        |
| Bobeica         | Bobeica            | Bobeica         |
| Bobeica         | Bobeica            | Dahnovici       |
| Bobeica         | Bobeica            | Drăgușeni       |
| —               | —                  | Boghiceni       |
| Bozieni         | Bozieni            | Bozieni         |
| Bozieni         | Bozieni            | Dubovca         |
| —               | —                  | Bujor           |
| —               | —                  | Buțeni          |
| —               | —                  | Caracui         |
| —               | —                  | Călmățui        |
| Cărpineni       | Cărpineni          | Cărpineni       |
| Cărpineni       | Cărpineni          | Horjești        |
| —               | —                  | Cățeleni        |
| —               | —                  | Cioara          |
| —               | —                  | Ciuciuleni      |
| Cotul Morii     | Cotul Morii        | Cotul Morii     |
| Cotul Morii     | Cotul Morii        | Sărăteni        |
| Crasnoarmeiscoe | Crasnoarmeiscoe    | Crasnoarmeiscoe |
| Crasnoarmeiscoe | Crasnoarmeiscoe    | Tălăiești       |
| —               | —                  | Dancu           |
| Drăgușenii Noi  | Drăgușenii Noi     | Drăgușenii Noi  |
| Drăgușenii Noi  | Drăgușenii Noi     | Horodca         |
| —               | —                  | Fîrlădeni       |
| —               | —                  | Fundul Galbenei |
| Ivanovca        | Ivanovca           | Costești        |
| Ivanovca        | Ivanovca           | Frasin          |
| Ivanovca        | Ivanovca           | Ivanovca        |
| Lăpușna         | Lăpușna            | Anini           |
| Lăpușna         | Lăpușna            | Lăpușna         |
| Lăpușna         | Lăpușna            | Rusca           |
| Leușeni         | Leușeni            | Feteasca        |
| Leușeni         | Leușeni            | Leușeni         |
| —               | —                  | Logănești       |
| Mereșeni        | Mereșeni           | Mereșeni        |
| Mereșeni        | Mereșeni           | Sărata-Mereșeni |
| Mingir          | Mingir             | Mingir          |
| Mingir          | Mingir             | Semionovca      |
| Mirești         | Mirești            | Chetroșeni      |
| Mirești         | Mirești            | Mirești         |
| —               | —                  | Negrea          |
| —               | —                  | Nemțeni         |
| —               | —                  | Obileni         |
| Onești          | Onești             | Onești          |
| Onești          | Onești             | Strîmbeni       |
| Pașcani         | Pașcani            | Pașcani         |
| Pașcani         | Pașcani            | Pereni          |
| —               | —                  | Pervomaiscoe    |
| Pogănești       | Pogănești          | Marchet         |
| Pogănești       | Pogănești          | Pogănești       |
| Sărata-Galbenă  | Sărata-Galbenă     | Brătianovca     |
| Sărata-Galbenă  | Sărata-Galbenă     | Cărpineanca     |
| Sărata-Galbenă  | Sărata-Galbenă     | Coroliovca      |
| Sărata-Galbenă  | Sărata-Galbenă     | Sărata-Galbenă  |
| Sărata-Galbenă  | Sărata-Galbenă     | Valea Florii    |
| Secăreni        | Secăreni           | Cornești        |
| Secăreni        | Secăreni           | Secăreni        |
| Secăreni        | Secăreni           | Secărenii Noi   |
| —               | —                  | Sofia           |
| —               | —                  | Stolniceni      |
| —               | —                  | Șipoteni        |
| —               | —                  | Voinescu        |